# Civil'
Il Civil' (in russo Цивиль?, nell'alto corso Bol'šoj Civil', Большой Цивиль, grande Civil') è un fiume della Russia europea centrale (Repubblica Autonoma della Ciuvascia), affluente di destra del Volga.

## Descrizione
Il fiume nasce dall'estremo lembo settentrionale delle alture del Volga, poco distante dalla cittadina ciuvascia di Šumerlja. Vicino alla città di Civil'sk si fonde con l'affluente Malyj Civil' (lungo 129 km); percorre la parte centro settentrionale del territorio della Repubblica Autonoma della Ciuvascia con direzione mediamente nord-orientale, sfociando da destra nel Volga pochi chilometri a monte della cittadina di Mariinskij Posad. Il fiume ha una lunghezza di 170 km, l'area del suo bacino è di 4 690 km².
Il fiume Civil' è interamente navigabile; è però gelato, mediamente, da novembre ad aprile. 